# Heterocerus unicolor
Heterocerus unicolor là một loài bọ cánh cứng trong họ Heteroceridae. Loài này được Hotschulsky miêu tả khoa học đầu tiên năm 1858.